# Ciprus a 2020. évi nyári olimpiai játékokon
Ciprus a japán Tokióban megrendezett 2020. évi nyári olimpiai játékok egyik részt vevő nemzete. Az országot 6 sportágban 15 sportoló képviselte, akik érmet nem szereztek.

## Atlétika
| Versenyző       | Versenyszám     | Előfutam | Előfutam | Elődöntő | Elődöntő | Döntő   | Döntő    |
| Versenyző       | Versenyszám     | Idő      | Hely.    | Idő      | Hely.    | Idő     | Helyezés |
| --------------- | --------------- | -------- | -------- | -------- | -------- | ------- | -------- |
| Milan Trajkovic | Férfi 110 m gát | 13,59    | 4.       | 14,01    | 8.       | kiesett | kiesett  |
| Eléni Artymáton | Női 400 m       | 51,91    | 5        | 50,80    | 5.       | kiesett | kiesett  |

| Versenyző             | Versenyszám         | Selejtező | Selejtező | Döntő    | Döntő    |
| Versenyző             | Versenyszám         | Eredmény  | Helyezés  | Eredmény | Helyezés |
| --------------------- | ------------------- | --------- | --------- | -------- | -------- |
| Apósztolosz Paréllisz | Férfi diszkoszvetés | 62,11 m   | 17.       | kiesett  | kiesett  |

## Kerékpározás
| Versenyző        | Versenyszám       | Idő           | Helyezés      |
| ---------------- | ----------------- | ------------- | ------------- |
| Antri Kristofóru | Női mezőnyverseny | nem ért célba | nem ért célba |

## Sportlövészet
| Versenyző               | Versenyszám | Selejtező | Selejtező | Döntő   | Döntő    |
| Versenyző               | Versenyszám | Pont      | Helyezés  | Pont    | Helyezés |
| ----------------------- | ----------- | --------- | --------- | ------- | -------- |
| Geórgiosz Akhilléosz    | Férfi skeet | 122       | 9         | kiesett | kiesett  |
| Dimítrisz Konsztantínou | Férfi skeet | 121       | 12        | kiesett | kiesett  |
| Andréasz Makrí          | Férfi trap  | 117       | 28        | kiesett | kiesett  |
| Ántri Elefteríu         | Női skeet   | 119       | 7         | kiesett | kiesett  |

## Torna
| Versenyző       | Versenyszám            | Selejtező | Selejtező   | Döntő    | Döntő    |
| Versenyző       | Versenyszám            | Pontszám  | Helyezés    | Pontszám | Helyezés |
| --------------- | ---------------------- | --------- | ----------- | -------- | -------- |
| Máriosz Georgíu | Férfi talaj            | 13,466    | 50.         | kiesett  | kiesett  |
| Máriosz Georgíu | Férfi lólengés         | 10,666    | 74.         | kiesett  | kiesett  |
| Máriosz Georgíu | Férfi gyűrű            | 12,766    | 61.         | kiesett  | kiesett  |
| Máriosz Georgíu | Férfi ugrás            | 14,100    | helyezetlen | kiesett  | kiesett  |
| Máriosz Georgíu | Férfi korlát           | 13,666    | 52.         | kiesett  | kiesett  |
| Máriosz Georgíu | Férfi nyújtó           | 14,333    | 9.          | kiesett  | kiesett  |
| Máriosz Georgíu | Férfi egyéni összetett | 78,997    | 50          | kiesett  | kiesett  |

## Úszás
| Versenyző        | Versenyszám       | Előfutam | Előfutam | Előfutam | Elődöntő | Elődöntő | Elődöntő | Döntő   | Döntő    |
| Versenyző        | Versenyszám       | Idő      | Hely.    | Össz.    | Idő      | Hely.    | Össz.    | Idő     | Helyezés |
| ---------------- | ----------------- | -------- | -------- | -------- | -------- | -------- | -------- | ------- | -------- |
| Nikólasz Antoníu | Férfi 50 m gyors  | 23,38    | 5.       | 45.      | kiesett  | kiesett  | kiesett  | kiesett | kiesett  |
| Nikólasz Antoníu | Férfi 100 m gyors | 50,00    | 2.       | 40.      | kiesett  | kiesett  | kiesett  | kiesett | kiesett  |
| Kália Antoníu    | Női 50 m gyors    | 25,41    | 3.       | 27.      | kiesett  | kiesett  | kiesett  | kiesett | kiesett  |
| Kália Antoníu    | Női 100 m gyors   | 55,38    | 1.       | 29.      | kiesett  | kiesett  | kiesett  | kiesett | kiesett  |

## Vitorlázás

### Férfi
| Versenyző         | Versenyszám | Futam | Futam | Futam | Futam | Futam | Futam | Futam | Futam | Futam | Futam | Futam | Futam | Futam   | Pontszám | Helyezés |
| Versenyző         | Versenyszám | 1     | 2     | 3     | 4     | 5     | 6     | 7     | 8     | 9     | 10    | 11    | 12    | É       | Pontszám | Helyezés |
| ----------------- | ----------- | ----- | ----- | ----- | ----- | ----- | ----- | ----- | ----- | ----- | ----- | ----- | ----- | ------- | -------- | -------- |
| Andréasz Kariólu  | Szörf       | 18    | 20    | 15    | 6     | 9     | 7     | 11    | 8     | 17    | 3     | 10    | 14    | kiesett | 118      | 12.      |
| Pávlosz Kondídisz | Laser       | 4     | 7     | 5     | 1     | 20    | 1     | 36    | 6     | 8     | 24    |       |       | 12      | 88       | 4.       |

### Női
| Versenyző      | Versenyszám  | Futam | Futam | Futam | Futam | Futam | Futam | Futam | Futam | Futam | Futam | Futam | Futam | Futam   | Pontszám | Helyezés |
| Versenyző      | Versenyszám  | 1     | 2     | 3     | 4     | 5     | 6     | 7     | 8     | 9     | 10    | 11    | 12    | É       | Pontszám | Helyezés |
| -------------- | ------------ | ----- | ----- | ----- | ----- | ----- | ----- | ----- | ----- | ----- | ----- | ----- | ----- | ------- | -------- | -------- |
| Natasa Lappa   | Szörf        | 24    | 25    | 26    | 19    | 17    | 22    | 20    | 20    | 18    | 12    | 22    | 19    | kiesett | 218      | 21.      |
| Mariléna Makrí | Laser radial | 8     | 30    | 26    | 27    | 22    | 31    | 25    | 23    | 45    | 35    |       |       | kiesett | 227      | 33.      |